# 莎拉·傅樂瓦
莎拉·傅樂瓦（Sarah Fuller，1836年2月15日—1927年8月1日），美國教育家。她是霍勒斯曼學校的老師，曾在海倫·凱勒10歲時教導她說話，把中指放在她的鼻子上、食指放在嘴唇上、大拇指放在咽喉上，讓海倫學會說話。

## 延伸閱讀
- Ohles, John F. . Greenwood Publishing Group. 1978. ISBN 0-8371-9893-3.
- McHenry, Robert. . Courier Dover Publications. 1983 * Wilma Fuller Zepp. ISBN 0-486-24523-3.
- Staff. . Arcadia Publishing. 2005. ISBN 0-7385-3746-2.
- . Find a Grave Memorial. November 21, 2007  [2008-04-18]. （原始内容存档于2016-03-06）.